# Новий Борек (Підляське воєводство)
Новий Борек (пол. Nowy Borek) — село в Польщі, у гміні Замбрув Замбровського повіту Підляського воєводства.
Населення — 143 особи (2011).
У 1975-1998 роках село належало до Ломжинського воєводства.

## Демографія
Демографічна структура станом на 31 березня 2011 року:
|          | Загалом | Допрацездатний вік | Працездатний вік | Постпрацездатний вік |
| -------- | ------- | ------------------ | ---------------- | -------------------- |
| Чоловіки | 68      | 14                 | 46               | 8                    |
| Жінки    | 75      | 19                 | 39               | 17                   |
| Разом    | 143     | 33                 | 85               | 25                   |